# James Fazy

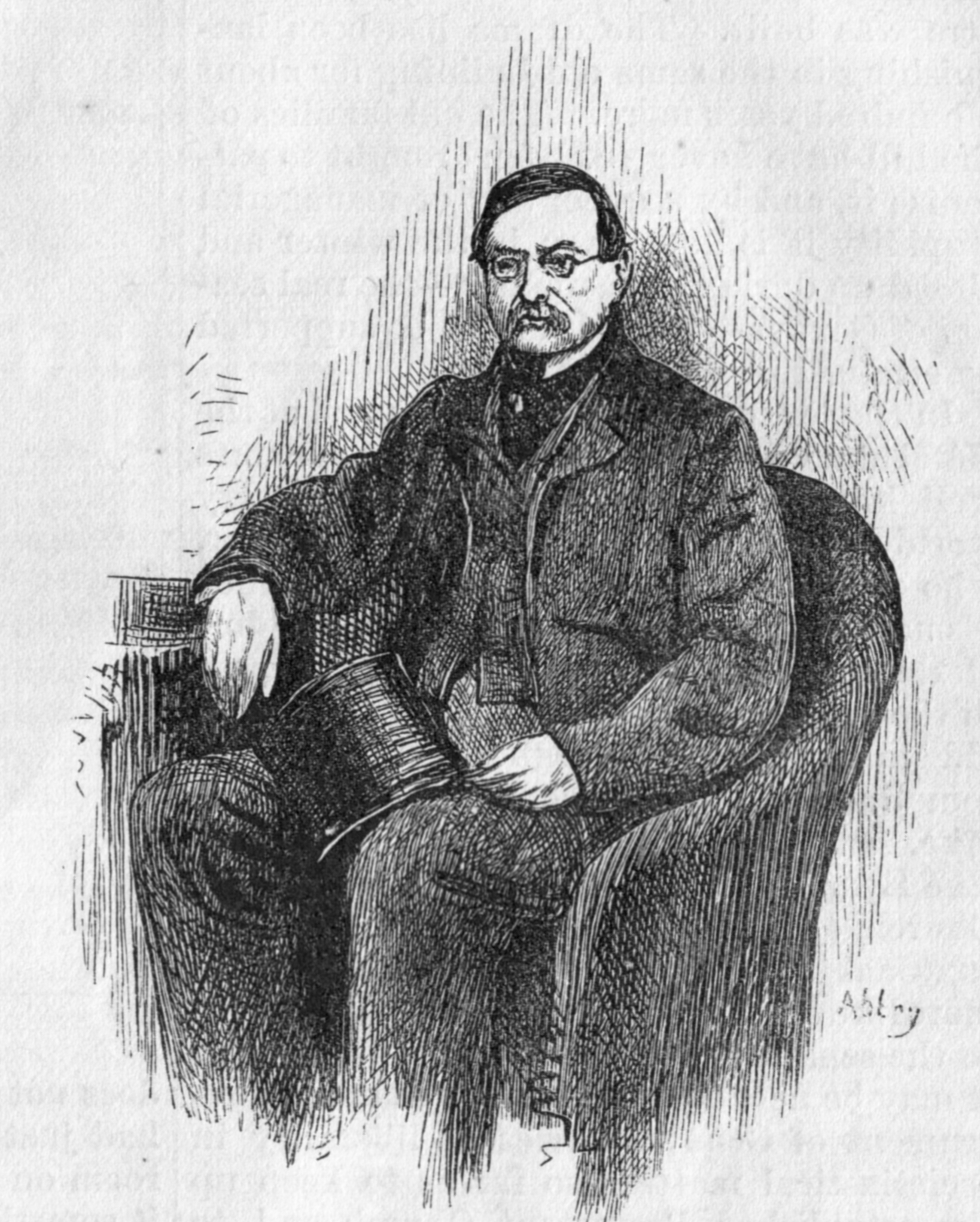
James Fazy, 1870.

James (Jean Jacob) Fazy, född 12 maj 1794, död 6 november 1878, var en fransk-schweizisk politiker, journalist och författare. Han var far till politikerna Henri Fazy (1852-1920) och Georges Fazy (1846-1924).
Fazys släkt var ursprungligen franska hugenotter som invandrat till Schweiz undan förföljelserna i hemlandet. Fazy har ansetts som det moderna Genèves grundläggare. Han var under långa tider bosatt i Paris, där han ägnade sig åt författarskap och radikal journalistik. 18412 var han i Genève den ledande i en författningsreform i demokratisk anda, och var från och med revolutionen 1846 och för en lång tid framåt Schweiz inflytelserikaste man. Fazy var regeringschef 1846-53 och 1855-61. Efter sitt politiska fall bosatte han sig på nytt i Paris 1864-71, varefter han återvände till Genève.